# Kanton Hucqueliers
Der Kanton Hucqueliers war bis 2015 ein französischer Kanton im Arrondissement Montreuil, im Département Pas-de-Calais und in der Region Nord-Pas-de-Calais; sein Hauptort war Hucqueliers (ndl.: Hukkelaar). Vertreter im Generalrat des Départements war zuletzt von 2001 bis 2015 Jean Wallon.
Der Kanton Hucqueliers war 231,71 km² groß und hatte 7.258 Einwohner (Stand: 2006), was einer Bevölkerungsdichte von rund 31 Einwohnern pro km² entsprach. Er lag im Mittel 97 Meter über Normalnull, zwischen 26 Metern in Alette und 202 Metern in Bécourt.

## Gemeinden
Der Kanton bestand aus 24 Gemeinden:
| Gemeinde                | Einwohner Jahr | Fläche km² | Bevölkerungsdichte | Code INSEE | Postleitzahl |
| ----------------------- | -------------- | ---------- | ------------------ | ---------- | ------------ |
| Aix-en-Ergny            | 181 (2013)     | –          | – Einw./km²        | 62017      | 62650        |
| Alette                  | 383 (2013)     | –          | – Einw./km²        | 62021      | 62650        |
| Avesnes                 | 43 (2013)      | –          | – Einw./km²        | 62062      | 62650        |
| Bécourt                 | 273 (2013)     | –          | – Einw./km²        | 62102      | 62240        |
| Beussent                | 537 (2013)     | –          | – Einw./km²        | 62123      | 62170        |
| Bezinghem               | 377 (2013)     | –          | – Einw./km²        | 62127      | 62650        |
| Bimont                  | 119 (2013)     | –          | – Einw./km²        | 62134      | 62650        |
| Bourthes                | 848 (2013)     | –          | – Einw./km²        | 62168      | 62650        |
| Campagne-lès-Boulonnais | 590 (2013)     | –          | – Einw./km²        | 62202      | 62650        |
| Clenleu                 | 192 (2013)     | –          | – Einw./km²        | 62227      | 62650        |
| Enquin-sur-Baillons     | 270 (2013)     | –          | – Einw./km²        | 62296      | 62650        |
| Ergny                   | 238 (2013)     | –          | – Einw./km²        | 62302      | 62650        |
| Herly                   | 340 (2013)     | –          | – Einw./km²        | 62437      | 62650        |
| Hucqueliers             | 523 (2013)     | –          | – Einw./km²        | 62463      | 62650        |
| Humbert                 | 227 (2013)     | –          | – Einw./km²        | 62466      | 62650        |
| Maninghem               | 152 (2013)     | –          | – Einw./km²        | 62545      | 62650        |
| Parenty                 | 549 (2013)     | –          | – Einw./km²        | 62648      | 62650        |
| Preures                 | 588 (2013)     | –          | – Einw./km²        | 62670      | 62650        |
| Quilen                  | 59 (2013)      | –          | – Einw./km²        | 62682      | 62650        |
| Rumilly                 | 245 (2013)     | –          | – Einw./km²        | 62729      | 62650        |
| Saint-Michel-sous-Bois  | 122 (2013)     | –          | – Einw./km²        | 62762      | 62650        |
| Verchocq                | 650 (2013)     | –          | – Einw./km²        | 62844      | 62560        |
| Wicquinghem             | 239 (2013)     | –          | – Einw./km²        | 62886      | 62650        |
| Zoteux                  | 591 (2013)     | –          | – Einw./km²        | 62903      | 62650        |